# エーンハナ
エーンハナ（Eenhana）はナミビアの町である。オハングウェナ州の州都である。

## 交通

### 空港
- エーンハナ空港（英語版）

### 道路
- 国道B10号 (ナミビア)（英語版、ドイツ語版）